# Nataxa
Nataxa är ett släkte av fjärilar. Nataxa ingår i familjen Anthelidae.
Kladogram enligt Catalogue of Life:
| Nataxa | \| \| Nataxa amblopis \| \| \| \| \| \| Nataxa flavescens \| \| \| \| \| \| Nataxa flavifascia \| \| \| \| \| \| Nataxa ochrocephala \| \| \| \| \| \| Nataxa rubida \| \| \| \| |
|        | \| \| Nataxa amblopis \| \| \| \| \| \| Nataxa flavescens \| \| \| \| \| \| Nataxa flavifascia \| \| \| \| \| \| Nataxa ochrocephala \| \| \| \| \| \| Nataxa rubida \| \| \| \| |
|        | Anthela |
|        | |
|        | Chelepteryx |
|        | |
|        | Chenuala |
|        | |
|        | Corticomis |
|        | |
|        | Gephyroneura |
|        | |
|        | Munychryia |
|        | |
|        | Omphaliodes |
|        | |
|        | Pseudodreata |
|        | |
|        | Pterolocera |
|        | |
|        | Nataxa amblopis |
|        | |
|        | Nataxa flavescens |
|        | |
|        | Nataxa flavifascia |
|        | |
|        | Nataxa ochrocephala |
|        | |
|        | Nataxa rubida |
|        | |

|  | Nataxa amblopis     |
|  |                     |
|  | Nataxa flavescens   |
|  |                     |
|  | Nataxa flavifascia  |
|  |                     |
|  | Nataxa ochrocephala |
|  |                     |
|  | Nataxa rubida       |
|  |                     |

## Bildgalleri

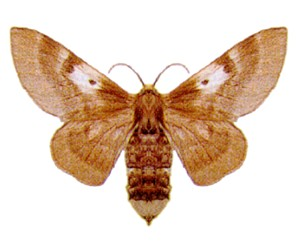